# Peter Kellner (Sänger, 1989)
Peter Kellner (* 1990 in der Tschechoslowakei) ist ein slowakischer Opernsänger (Bass).

## Leben
Kellner absolvierte sein Gesangsstudium in Košice sowie am Mozarteum Salzburg. In Hochschulaufführungen trat er bereits in Mozart-Rollen und Victor Ullmanns Kaiser von Atlantis auf.
Engagements hatte er am Staatstheater Košice und in Banská Bystrica sowie in Bratislava, anschließend außerdem in Klagenfurt. 2013 war er bei den Salzburger Festspielen als Osmin in Mozarts Entführung aus dem Serail für Kinder und in Don Carlo (unter Antonio Pappano) zu erleben. In Liverpool und beim Festival Internacional de Música de Macau trat Kellner gleichfalls auf. 
Später wurde er auch ans Oldenburgische Staatstheater engagiert und war seit 2015/16 an der Oper Graz. 2017 debütierte er an der Operklosterneuburg. Konzerte sang Kellner unter Dirigenten wie Friedrich Haider, Theodor Guschlbauer, Antonio Pappano und Vasily Petrenko.
Beim Österreichischen Musiktheaterpreis 2017 war er in der Kategorie Bester Nachwuchskünstler für seine Darstellung des Basilio in Der Barbier von Sevilla an der Oper Graz nominiert. Beim Internationalen Mozartwettbewerb 2018 wurde er mit den 2. Preis und dem Publikumspreis ausgezeichnet. Seit der Spielzeit 2018/19 ist er Ensemblemitglied der Wiener Staatsoper.

## Repertoire
- Hercules (Hercules)
- Colas (Bastien und Bastienne)
- Osmin (Die Entführung aus dem Serail)
- Leporello, Masetto (Don Giovanni)
- Antonio, Bartolo, Figaro (Le nozze di Figaro)
- Sarastro (Die Zauberflöte)
- Publio (Mozarts La clemenza di Tito)
- Mac Irton (La dame blanche)
- Basilio (Der Barbier von Sevilla)
- Raimbaud (Le comte Ory) Lord Sidney (Il viaggio a Reims)
- Grenvil (La Traviata)
- Dulcamara (L’elisir d’amore)
- Frère Laurent (Roméo et Juliette)
- Colline (La Bohème)
- Bobby (Mahagonny, Songspiel)
- Der Tod (Der Kaiser von Atlantis)